# Teratosphaeria complicata
Teratosphaeria complicata är en svampart som beskrevs av Crous & Summerell 2009. Teratosphaeria complicata ingår i släktet Teratosphaeria och familjen Teratosphaeriaceae.   Inga underarter finns listade i Catalogue of Life.